# モンテルーポ・フィオレンティーノ
モンテルーポ・フィオレンティーノ（伊: Montelupo Fiorentino）は、イタリア共和国トスカーナ州フィレンツェ県にある、人口約14,000人の基礎自治体（コムーネ）。

## 地理

### 位置・広がり

#### 隣接コムーネ
隣接するコムーネは以下の通り。括弧内のPOはプラート県所属を示す。
- カプラーイア・エ・リーミテ
- カルミニャーノ (PO)
- エンポリ
- ラストラ・ア・シーニャ
- モンテスペルトリ

### 気候分類・地震分類
モンテルーポ・フィオレンティーノにおけるイタリアの気候分類 (it) および度日は、zona D, 1669 GGである。
また、イタリアの地震リスク階級 (it) では、zona 3 (sismicità bassa) に分類される。

## 行政

### 分離集落
モンテルーポ・フィオレンティーノには以下の分離集落（フラツィオーネ）がある。
- Ambrogiana, Botinaccio, Camaioni, Citerna, Erta, Fibbiana, La Torre, Pùlica, Samminiatello, Sammontana, San Quirico, Turbone, Graziani

## 姉妹都市
- マニセス、スペイン
- Moustiers-Sainte-Marie、フランス
- ボーケール、フランス
- ノーヴェ、イタリア